# Transmissionsmedium
Ett transmissionsmedium är en materia eller ett material genom vilket energi kan överföras i någon form. Genom förändringar i energiöverföringen är det möjligt att överföra information. 
Olika former av energi kan ledas genom olika typer av transmissionsmedier, exempelvis:
- Elektrisk ström överförs genom elektriska ledare; se konduktivitet. Elektrisk ström kan inte färdas genom vakuum.
- Elektromagnetisk strålning – till exempel ljus – överförs genom flera typer av materia, men kan även färdas genom vakuum. Förr trodde man att etern var den elektromagnetiska strålningens transmissionsmedium.
- Termisk energi – det vill säga värme –  överförs genom konduktion, konvektion eller värmestrålning, även kallad termisk strålning.
- Mekanisk rörelse – till exempel ljud – överförs i varierande grad genom alla typer av materia. Ljud kan inte färdas genom vakuum. Exempel på media:
  - Gas (till exempel luft)
  - Vätska (hydrauliska system)
  - Fast materia (till exempel en metallstång)